# Macrazelota flavipennis
Macrazelota flavipennis är en insektsart som beskrevs av Sjöstedt 1932. Macrazelota flavipennis ingår i släktet Macrazelota och familjen gräshoppor. Inga underarter finns listade i Catalogue of Life.